# Ján Majer
Ján Majer (21. prosince 1923 Stratená – ???) byl slovenský a československý důstojník Sboru národní bezpečnosti, politik KSČ, v době pražského jara a počátku normalizace státní tajemník v ministerstvu vnitra ČSSR, pak vytlačen z politických funkcí.

## Biografie
Poté, co v letech 1930–1938 vychodil základní školu, pracoval společně s otcem jako dělník na stavbě tunelů. V prosinci 1943 narukoval do slovenské armády k dělostřeleckému pluku v Topoľčanech, se kterým byl v roce 1944 umístěn na východní Slovensko. Po vypuknutí Slovenského národního povstání byla východoslovenská armáda odzbrojena Němci. Majer uprchl a přidal se k partyzánům v okolí Dobšiné. V únoru 1945 vstoupil do československého armádního sboru, který postupoval ze SSSR Československem. Jako dělostřelec bojoval u Liptovského Mikuláše, Žiliny a na Moravě. Po válce dál sloužil u dělostřelectva až do května 1946. Za jeho aktivity během povstání a dalších bojů mu byl udělen Řád Slovenského národního povstání III. stupně a Československá medaile Za chrabrost před nepřítelem.
V období let 1946–1968 pracoval na ministerstvu vnitra ve složce Veřejné bezpečnosti.
Do Sboru národní bezpečnosti nastoupil 2. července 1946 jako strážmistr na pohotovostním oddělení Národní bezpečnosti v Žilině. V období únor – říjen 1948 působil na Zemské úřadovně státní bezpečnosti Bratislava a podílel se na provádění únorového převratu. Na jaře 1949 prošel kurzem vojenského výcviku ve Stráži pod Ralskem. Pak byl velitelem čety u jednotky Pohraniční stráže v Laparticích na Šumavě. Od prosince 1949 sloužil u Okresního velitelství Národní bezpečnosti Rakovník, zpočátku jako zástupce velitele, od 1. února 1951 na postu velitele. V roce 1950 absolvoval Krajskou politickou školu Jana Švermy v Praze. Pak od září do prosince 1951 byl instruktorem Hlavní správy Veřejné bezpečnosti v Praze. Později zastával do července 1953 post náčelníka Krajské správy Veřejné bezpečnosti Banská Bystrica. Rychle stoupal v kariérním žebříčku, roku 1953 získal hodnost majora a v letech 1954–1955 prošel školením u školy milice v Moskvě. Působil pak do února 1963 v Praze coby zástupce náčelníka Hlavní správy VB pro operativu. V letech 1956-1962 vystudoval Právnickou fakultu Univerzity Karlovy (jeho diplomová práce byla na téma „Úkoly a činnost národních výborů a veřejné bezpečnosti při zajišťování socialistického pořádku“). V roce 1961 obdržel Řád rudé hvězdy. Již předtím byl v roce 1956 po dobu jednoho roku soudcem z lidu na Vyšším vojenském soudu v Praze. V období březen 1963 – květen 1967 byl (coby podplukovník) náčelníkem Krajské správy SNB Košice.
V červnu 1968 se stal náměstkem ministra vnitra pro úsek Veřejné bezpečnosti (nyní již jako plukovník). Během invaze vojsk Varšavské smlouvy do Československa v srpnu 1968 pobýval na dovolené v SSSR. Po návratu do Československa 24. srpna 1968 se sešel s ministrem vnitra Josefem Pavlem a podílel se na vyhotovení zprávy vládě o situaci na ministerstvu vnitra, která byla později za normalizace označena za „netřídní a antisovětskou“. Krátce po okupaci ale jeho kariérní vzestup pokračoval a v září 1968 byl jmenován 1. náměstkem ministra vnitra. V letech 1968-1969 se uvádí jako účastník zasedání Ústředního výboru Komunistické strany Slovenska.
V lednu 1969 získal vládní post v československé druhé vládě Oldřicha Černíka jako státní tajemník v ministerstvu vnitra ČSSR. Tato funkce existovala jen v letech 1969–1970 a formálně se rovnala ministrově zástupci, který byl zároveň nominálně členem vlády. Portfolio si udržel i v třetí vládě Oldřicha Černíka do ledna 1970. S postupem normalizace se distancoval od svých protiokupačních postojů ze srpna 1968. Napsal v tomto duchu dopis Gustávu Husákovi.
V srpnu 1969 při 1. výročí invaze vedl koordinační štáb opatření proti „kontrarevolučním a protisocialistickým silám“. I tak se ale nevyhnul kritice. Jihomoravský Krajský výbor Komunistické strany Československa ho zařadil na seznam „představitelů a exponentů pravice“. Na své schůzi 12. května 1970 se sekretariát ÚV KSČ usnesl, že se Ján Majer dopustil vážných chyb: „Byl Sověty požádán o pomoc při zajištění pořádku, což přislíbil, ale neudělal nic“. Bylo doporučeno ho vyloučit z KSČ. Ze služeb ministerstva byl definitivně propuštěn k 31. květnu 1970. Pracoval pak až do roku 1975 ve Správě federálních hmotných rezerv. V roce 1979 odešel do penze.
Po roce 1989 usiloval o mimosoudní rehabilitaci, neboť se cítil být politicky perzekvovaný za své postoje v době Pražského jara. Žádosti však vyhověno nebylo, mimo jiné i kvůli již zmíněnému dopisu Gustávu Husákovi.